# Ignorantia non est argumentum
Ignorantia non est argumentum (lat. Unwissenheit ist kein Argument) ist ein Ausspruch des Philosophen Spinoza im Streit mit Theologen, die die bestimmende Ursache aller Erscheinungen und Abläufe im Willen sahen und diesen als einzigen Beweisgrund für die Erklärung der Ursache aller Ursachen anführten, da sie keine andere Ursache wüssten.
Dieser Satz wurde Spinoza von Friedrich Engels im so genannten Anti-Dühring (Herrn Eugen Dührings Umwälzung der Wissenschaft; Kap. IX) zugeschrieben. Dort heißt es:

Worauf wir nur mit Spinoza antworten können: Ignorantia non est argumentum, die Unwissenheit ist kein Beweisgrund.

Engels entgegnete damit dem obskurantistischen Argument, dass man auf der Basis der Unwissenheit glauben sollte, und stellte fest, dass Unwissenheit kein Argument für Gott sei.
Karl Marx spielt gleichfalls auf diesen Satz an, und zwar gerichtet gegen die Vulgärökonomie, in Das Kapital, Band I.